# Ismael Bonilla
Ismael Bonilla Ortega (Madrid, 17 de julio de 1978 - Jerez de la Frontera, Cádiz, 5 de julio de 2020) fue un piloto de motociclismo español.

## Biografía
Su carrera en el motociclismo tuvo lugar sobre todo en los campeonatos españoles de velocidad, mientras que, en lo que respecta a las competiciones del campeonato mundial, su participación siempre tuvo lugar gracias a los comodines obtenidos durante el Gran Premio celebrado en territorio ibérico, la historia de «Ismael Bonilla: Tú no te escapas».
Hizo su debut en la clase 250 en 1996 con una Honda. Corrió dos Grandes Premios en 1997, dos en 1998, uno en 1999, dos en 2000 y uno en 2001, obteniendo puntos válidos para la clasificación del campeonato mundial solo en 1998, año en que terminó en 37.° lugar.

## Muerte
Falleció en Jerez de la Frontera el 5 de julio de 2020 a la edad de 41 años, víctima de un accidente durante una sesión de entrenamiento privado celebrada en el circuito de Jerez cuando su Yamaha R1 sufrió un fallo mecánico al final de la recta de meta y Bonilla salió de pista a gran velocidad. Su muerte se produjo doce días antes de cumplir 42 años.

## Resultados en el Campeonato del Mundo
Sistema de puntuación de 1993 hasta 2022:
| Posición | 1.º | 2.º | 3.º | 4.º | 5.º | 6.º | 7.º | 8.º | 9.º | 10.º | 11.º | 12.º | 13.º | 14.º | 15.º |
| Puntos   | 25  | 20  | 16  | 13  | 11  | 10  | 9   | 8   | 7   | 6    | 5    | 4    | 3    | 2    | 1    |

### Carreras por año
(Clave) (negrita indica pole position) (cursiva indica vuelta rápida)

| Año     | Cat.  | Equipo              | Moto  | 1   | 2   | 3       | 4       | 5   | 6      | 7   | 8   | 9   | 10  | 11  | 12      | 13      | 14  | 15  | 16  | Ptos. | Pos. |
| ------- | ----- | ------------------- | ----- | --- | --- | ------- | ------- | --- | ------ | --- | --- | --- | --- | --- | ------- | ------- | --- | --- | --- | ----- | ---- |
| 1996    | 250cc | Almafot             | Honda | MAL | IDN | JAP     | ESP     | ITA | FRA    | NED | ALE | GBR | AUT | CZE | IMO     | CAT 21  | RIO | AUS |     | 0     |      |
| 1997    | 250cc | Aq. Escuela Morante | Honda | MAL | JAP | ESP Ret | ITA     | AUT | FRA    | NED | IMO | ALE | RIO | GBR | CZE     | CAT 20  | IDN | AUS |     | 0     |      |
| 1998    | 250cc | SBK Sport           | Honda | JAP | MAL | ESP 17  | ITA     | FRA | MAD 15 | NED | GBR | ALE | CZE | IMO | CAT     | AUS     | ARG |     |     | 1     | 37.º |
| 1999    | 250cc | Team Chupa Chups    | Honda | MAL | JAP | ESP     | FRA     | ITA | CAT    | NED | GBR | ALE | CZE | IMO | VAL Ret | AUS     | RSA | RIO | ARG | 0     |      |
| 2000    | 250cc | BRT Ismael Bonilla  | Honda | RSA | MAL | JAP     | ESP Ret | FRA | ITA    | CAT | NED | GBR | ALE | CZE | POR     | VAL Ret | RIO | PAC | AUS | 0     |      |
| 2001    | 250cc | BRT Ismael Bonilla  | Honda | JAP | RSA | ESP 21  | FRA     | ITA | CAT    | NED | GBR | ALE | CZE | POR | VAL     | PAC     | AUS | MAL | RIO | 0     |      |
| Fuente: |       |                     |       |     |     |         |         |     |        |     |     |     |     |     |         |         |     |     |     |       |      |